# Чемпионат России по биатлону 2020/2021
Чемпионат России по биатлону сезона 2020/2021 прошёл в несколько этапов с декабря 2020 по апрель 2021 года. Были разыграны медали в семи индивидуальных и четырёх командных дисциплинах.
В отличие от предыдущих сезонов, в сезоне 2020/21 в рамках чемпионата страны не были проведены марафон (запланирован на этапе в Увате, но отменён) и патрульная гонка (не планировалась).

## Этапы
- Индивидуальная гонка

- Ижевск «Ижевская винтовка» (мужчины)
- Чайковский (женщины)

- Тюмень

1. Суперпасьют (мужчины, женщины)

- Уват

1. Суперспринт (мужчины, женщины)

- Ханты-Мансийск

1. Командная гонка (мужчины, женщины)
2. Одиночная смешанная эстафета
3. Смешанная эстафета
4. Большой масс-старт (мужчины, женщины)

- Ханты-Мансийск Чемпионат России

1. Спринт (мужчины, женщины)
2. Гонка преследования (мужчины, женщины)
3. Эстафета (мужчины, женщины)
4. Масс-старт (мужчины, женщины)

## Результаты
| Гонка | Мужчины | Женщины |
| Индивидуальная гонка Ижевск (м) / Чайковский (ж) 1. 25 декабря 2020 Мужчины: 20 км 2. 24 декабря 2020 Женщины: 15 км | 1. Кирилл Стрельцов 51:28.6 (2) 2. Дмитрий Шамаев +41.4 (0) 3. Илья Гаврилов +1:51.5 (2) 4. Евгений Идинов 5. Алексей Вагин 6. Саид Халили Протоколы | 1. Лариса Куклина 46:26.1 (1) 2. Полина Шевнина +29.8 (1) 3. Лейсан Бикташева +35.5 (0) 4. Анна Никулина 5. Кристина Дюпина 6. Ольга Мощенкова Протоколы |
| Суперпасьют Тюмень 1. 14 февраля 2021 Мужчины: 7,5 км 2. 14 февраля 2021 Женщины: 6 км                               | 1. Денис Таштимеров 19:08.2 (0) 2. Дмитрий Шамаев +2.3 (0) 3. Алексей Шевченко +17.1 (3) 4. Рустам Каюмов 5. Дмитрий Иванов 6. Ильназ Мухамедзянов Протоколы | 1. Наталья Ушкина 22:15.9 (1) 2. Виктория Сливко +0.1 (1) 3. Кристина Дюпина +1:27.4 (3) 4. Тамара Воронина 5. Инна Худорожкова 6. Анна Никулина Протоколы |
| Суперспринт Уват 1. 20 февраля 2021 Мужчины: 5 км 2. 21 февраля 2021 Женщины: 5 км                                   | 1. Роман Сурнев 16:27.1 (3) 2. Александр Попов +10.1 (4) 3. Дмитрий Иванов +15.0 (4) 4. Евгений Сидоров 5. Алексей Шевченко 6. Рустам Каюмов Протоколы | 1. Виктория Сливко 20:01.8 (1+0) 2. Тамара Воронина +13.1 (1+0) 3. / Юлия Дроздова +37.2 (3+0) 4. Кристина Токарева 5. Владислава Гаврилова 6. Александра Бацина Протоколы |
| Командная гонка Ханты-Мансийск 1. 12 марта 2021 Мужчины: 10 км 2. 12 марта 2021 Женщины: 7,5 км                      | 1. Приволжский ФО 29:07.8 (1) (Кирилл Ануфриев, Иван Колотов, Владимир Семаков, Александр Мяконький) 2. ХМАО +28.7 (5) (Иван Томилов, Андрей Павлов, Алексей Вагин, Дмитрий Иванов) 3. Новосибирская область +1:05.3 (5) (Никита Матвеев, Сергей Максимцов, Максим Буртасов, Сергей Неверов) Протоколы               | 1. ХМАО 27:31.6 (3) (Владислава Гаврилова, Анастасия Поршнева, Кристина Дюпина, Татьяна Воронова) 2. Приволжский ФО +7.3 (3) (Карина Бахтина, Екатерина Муралеева, Инна Худорожкова, Анастасия Кайшева) 3. Мордовия +1:00.4 (5) (Анастасия Халиуллина, Анна Кунаева, Юлия Дроздова, Наталья Ушкина) Протоколы                 |
| Одиночная смешанная эстафета Ханты-Мансийск 1. 13 марта 2021 Женщины: 6 км Мужчины: 7,5 км                           | 1. Тюменская область-1 40:30.3 (0+8) (Виктория Сливко, Денис Таштимеров) 2. Центральный ФО +1:49.4 (2+12) (Юлия Дроздова, Илья Гаврилов) 3. Пермский край +2:30.7 (4+13) (Инна Худорожкова, Иван Колотов) Протоколы                                                                                                  | 1. Тюменская область-1 40:30.3 (0+8) (Виктория Сливко, Денис Таштимеров) 2. Центральный ФО +1:49.4 (2+12) (Юлия Дроздова, Илья Гаврилов) 3. Пермский край +2:30.7 (4+13) (Инна Худорожкова, Иван Колотов) Протоколы |
| Смешанная эстафета Ханты-Мансийск 1. 13 марта 2021 Женщины: 2x6 км Мужчины: 2x7.5 км                                 | 1. ХМАО-1 1:23:29.0 (1+11) (Кристина Дюпина, Татьяна Воронова, Иван Томилов, Дмитрий Иванов) 2. Башкортостан +7.3 (0+8) (Екатерина Муралеева, Карина Бахтина, Александр Бабчин, Алексей Петров) 3. Новосибирская область-1 +44.4 (2+17) (Анна Никулина, Лейсан Бикташева, Максим Буртасов, Никита Матвеев) Протоколы | 1. ХМАО-1 1:23:29.0 (1+11) (Кристина Дюпина, Татьяна Воронова, Иван Томилов, Дмитрий Иванов) 2. Башкортостан +7.3 (0+8) (Екатерина Муралеева, Карина Бахтина, Александр Бабчин, Алексей Петров) 3. Новосибирская область-1 +44.4 (2+17) (Анна Никулина, Лейсан Бикташева, Максим Буртасов, Никита Матвеев) Протоколы          |
| Большой масс-старт Ханты-Мансийск 1. 14 марта 2021 Мужчины: 15 км 2. 14 марта 2021 Женщины: 12 км                    | 1. Андрей Павлов 42:35.0 (0) 2. Виктор Плицев +14.4 (3) 3. Дмитрий Иванов +47.8 (3) 4. / Максим Цветков 5. Дмитрий Шамаев 6. Иван Томилов Протоколы | 1. Виктория Сливко 39:06.0 (3) 2. Анна Никулина +1.7 (2) 3. Наталья Ушкина +28.2 (3) 4. Лейсан Бикташева 5. Кристина Дюпина 6. Ольга Мощенкова Протоколы |
| Спринт Ханты-Мансийск 1. 31 марта 2021 Мужчины: 10 км 2. 31 марта 2021 Женщины: 7,5 км                               | 1. / Матвей Елисеев 25:31.0 (1) 2. / Максим Цветков +4.8 (0) 3. Эдуард Латыпов +14.4 (1) 4. Семён Сучилов 5. Кирилл Стрельцов 6. Никита Поршнев Протоколы | 1. / Евгения Павлова 20:54.7 (0) 2. Наталья Ушкина +19.7 (0) 3. Ирина Казакевич +31.5 (1) 4. Анастасия Гореева 5. Лариса Куклина 6. Виктория Сливко Протоколы |
| Гонка преследования Ханты-Мансийск 1. 1 апреля 2021 Мужчины: 12,5 км 2. 1 апреля 2021 Женщины: 10 км                 | 1. Эдуард Латыпов 31:46.6 (2) 2. / Матвей Елисеев +13.3 (2) 3. / Максим Цветков +1:08.7 (2) 4. Евгений Гараничев 5. Никита Поршнев 6. Дмитрий Иванов Протоколы | 1. Наталья Ушкина 30:39.1 (1) 2. Лариса Куклина +8.6 (1) 3. Ульяна Кайшева +46.5 (1) 4. Ирина Казакевич 5. Валерия Васнецова 6. Виктория Сливко Протоколы |
| Масс-старт Ханты-Мансийск 1. 3 апреля 2021 Мужчины: 15 км 2. 4 апреля 2021 Женщины: 12,5 км                          | 1. Евгений Гараничев 43:59.0 (3) 2. Антон Бабиков +1.7 (3) 3. Алексей Шевченко +3.2 (4) 4. Кирилл Стрельцов 5. Александр Поварницын 6. / Максим Цветков Протоколы | 1. Лариса Куклина 37:20.6 (1) 2. Наталья Ушкина +17.1 (2) 3. Виктория Сливко +34.6 (1) 4. Екатерина Носкова 5. Ирина Казакевич 6. Наталья Гербулова Протоколы |
| Эстафета Ханты-Мансийск 1. 4 апреля 2021 Мужчины: 4x7,5 км 2. 3 апреля 2021 Женщины: 4x6 км                          | 1. Башкортостан 1:20:37.6 (0+6) (Александр Бабчин, Антон Бабиков, Алексей Петров, Эдуард Латыпов) 2. ХМАО +29.8 (0+3) (Дмитрий Иванов, Никита Поршнев, Вадим Филимонов, Семён Сучилов) 3. Москва +58.4 (0+8) (Даниил Фомин, Матвей Елисеев, Илья Гаврилов, Саид Халили) Протоколы                                    | 1. ХМАО 1:13:30.0 (1+13) (Елизавета Каплина, Екатерина Носкова, Кристина Дюпина, Ксения Довгая) 2. Тюменская область +26.8 (1+10) (Александра Бацина, Татьяна Акимова, Ольга Мощенкова, Виктория Сливко) 3. Новосибирская область +56.6 (1+10) (Евгения Павлова, Анастасия Евсюнина, Софья Ленькова, Анна Никулина) Протоколы |